# Saint-Julien-de-Mailloc
Saint-Julien-de-Mailloc (Ausspracheⓘ) ist eine ehemalige französische Gemeinde mit 506 Einwohnern (Stand: 1. Januar 2013), den Maillochin, im Département Calvados in der Region Normandie.
Am 1. Januar 2016 wurde Saint-Julien-de-Mailloc im Zuge einer Gebietsreform zusammen mit vier benachbarten Gemeinden als Ortsteil in die neue Gemeinde Valorbiquet eingegliedert.

## Geografie
Saint-Julien-de-Mailloc liegt im Pays d’Auge. Rund elf Kilometer nordwestlich des Ortes befindet sich Lisieux. Das östlich gelegene Bernay ist gut 21 Kilometer entfernt. Die Orbiquet bildet die Westgrenze von Saint-Julien-de-Mailloc.

## Bevölkerungsentwicklung
| Jahr                             | 1793 | 1836 | 1876 | 1926 | 1946 | 1975 | 1990 | 2013 |
| Einwohner                        | 671  | 613  | 433  | 285  | 272  | 291  | 324  | 506  |
| Quelle: Cassini, EHESS und INSEE |      |      |      |      |      |      |      |      |

## Sehenswürdigkeiten
- Ruine des Schlosses Mailloc aus dem 17. Jahrhundert, seit 1933 Monument historique[3]
- Kirche Saint-Julien aus dem 15. Jahrhundert
- Kapelle Notre-Dame-de-la-Délivrance aus dem 16. Jahrhundert